# Andreas Baumgartner (Sprachlehrer)
Andreas Baumgartner (* 6. Mai 1844 in Schwändi, Kanton Glarus; † 10. März 1936 in Zürich) war ein Schweizer Sprachlehrer für Deutsch, Englisch und Französisch. Er hatte zuletzt einen Lehrauftrag an der Eidgenössischen Technischen Hochschule in Zürich.

## Leben
Er wurde 1844 in Schwändi bei Schwanden GL als Sohn eines Landwirts und Beamten und dessen Ehefrau Anna Katharina geborene Schießer geboren. Nach dem Besuch des Lehrerseminars wechselte Andreas Baumgartner an die Eidgenössische Polytechnische Hochschule. Später studierte er in Paris und an der Universität St. Andrews in Schottland. Danach hielt er sich sieben Jahre in Frankreich, England und Schottland auf und erwarb dort Kenntnisse der jeweiligen Landessprache, die er mit in die Schweiz brachte.
Von 1874 bis 1888 war er als Lehrer an der höheren Stadtschule in Winterthur tätig und wechselte dann bis zum Jahre 1913 an die Oberrealschule nach Zürich. Bereits im Jahre 1889 hatte er einen Lehrauftrag für Deutsch für Fremdsprachige an der Eidgenössischen Technischen Hochschule in Zürich erhalten. In dieser Zeit hatte er auch den Doktor- und Professortitel ehrenhalber erhalten.

## Familie
Er war seit 1882 mit Alice Berta, geborene Teucher, verheiratet. Ihr gemeinsamer Sohn Hans wurde Pfarrer in Schwamandingen.

## Schriften (Auswahl)
- William Wordsworth. Ein Beitrag zu einer besseren Würdigung des Dichters auf deutschem Boden, Zürich: Zürcher und Furrer, 1896.
- Lehrgang der Englischen Sprache, Zürich: Verlag Art Institut Orell Füssli, 1916.
- Übungsheft zur Englischen Grammatik, Zürich: Verlag Art Institut Orell Füssli, 1923.
- Lehrgang der Englischen Sprache. 1. Teil: Elementarbuch, Zürich: Orell Füssli, 1928.
- Französisches Übersetzungsbuch für den Unterricht auf der Mittelstufe sowie zur Wiederholung der Grammatik, Zürich: Orell Füssli, 1937.
- Das erste Jahr Deutsch. Lehrbuch, 5. Aufl. Zürich, o. J.
- Exercices de Français. Übungsbuch zum Studium der Französischen Grammatik, Zürich: Orell Füssli, o. J.